# Rosnowo (powiat Koszaliński)
Rosnowo is een plaats in het Poolse district  Koszaliński, woiwodschap West-Pommeren. De plaats maakt deel uit van de gemeente Manowo en telt 2300 inwoners.